# Guidebook For Sinners Turned Saints
Guidebook For Sinners Turned Saints é o álbum de estréia da banda screamo Jamie's Elsewhere. Lançado pela gravadora independente Victory Records, é composto por 10 faixas e foi produzido por Casey Bates (MxPx, Chiodos).

## Faixas[3]
- 1. Life Ain't Easy When You're A Mythical Creature
- 2. I Didn't Mean To Interrupt
- 3. Late Nights
- 4. The Lover Letter Collection
- 5. The Saint, The Sword, And The Savior
- 6. The Politics Of Knife-Fighting
- 7. Play Me Something Country
- 8. That Vicious Vixen With The Beard
- 9. Sweet Carolina Honey
- 10. Memories Make Good Company

## Produção

### Jamie's Elsewhere
- Chris Patterson - Vocalista
- Anthony Carioscia - Guitarrista
- Matt Scarpelli - Guitarrista
- Mike Spearman - Tecladista, Back vocal
- Nick Rodriguez - baixista
- Anthony Scarpelli - Baterista

### Produtores
- Casey Bates - Produtor musical